# Chè bà ba
Chè bà ba còn gọi là chè thưng, chè bột khoai là một món chè thập cẩm đặc trưng có nguồn gốc từ miền Nam Việt Nam.

## Lịch sử
Nguồn gốc của món chè này chưa rõ ràng, chỉ là những lời truyền miệng: Chè bà ba được chế biến lại từ món chè bột khoai đường cát của bà Ba bán chè nổi tiếng ở chợ Bình Tây (thuộc quận 6, Thành phố Hồ Chí Minh) cách đây khoảng nửa thế kỉ. Từ món chè bột khoai công thức chỉ gồm có sữa dừa, đậu xanh không vỏ, bột năng, khoai lang,... bà đã thêm vào rong biển, táo tàu, hạt sen, nấm mèo,… tổng cộng tất cả từ 9, 10 thứ nguyên liệu mới trong một chén chè tạo nên món "chè bà ba".
Còn theo một lời kể khác thì tên gọi chè bà ba là vì "món chè này ngon độc đáo, giống như người con gái đẹp miền Tây mặc chiếc áo bà ba mộc mạc mà hấp dẫn vô song."

## Cách làm
Nguyên liệu
- 500g sắn (khoai mì)
- 300g khoai lang
- 150g bột năng
- 500g dừa nạo, lá dứa màu xanh
- 200g đậu xanh
- 800g đường cát

Cách làm
Công đoạn 1
- Ngâm đậu xanh nở mềm rồi đãi sạch
- Lột vỏ sắn rồi mài nhuyễn, nhồi sơ với nước lạnh rồi vắt khô
- Gọt vỏ khoai lang rồi sau đó ngâm nước
- Lá dứa cắt thành khúc, đem rửa sạch rồi thái nhỏ, vắt lấy nước
- Dừa lấy 1 chén nước cốt và 1 lít nước dão
- Bột năng nhồi với nước sôi thành một khối dẻo rồi cán mỏng

Công đoạn 2
- Hấp chín đậu xanh
- Cán mỏng bột năng thành lớp dày 0,3 cm, cắt từng sợi dài 5 cm
- Sắn đem nhồi với nước lá dứa có pha màu xanh cho thật đều, vo viên thành từng viên tròn đường kính chừng 2 cm
- Luộc chín trong nước sôi rồi vớt ra, thả vào nước lạnh
- Khoai lang cắt từng miếng vuông, cạnh 2 cm hoặc có thể tỉa hoa

Công đoạn 3
- Cho vào xoong 2 lít nước dão và chút muối, đun sôi sau đó cho khoai lang vào nấu chín vừa. Tiếp đến, cho thêm sắn, bột năng, đường, đậu xanh vào.

## Nhận xét
"Ở chè bà ba còn một nét độc đáo khác mà ít có món chè nào có được, đó là sự tương hợp của nhiều chất liệu một cách thuần nhuyễn, tinh tế mà có thời món này được ví như món chè của nhà giàu..."
Đây là một món chè bình dân của Nam bộ phải ăn ở khác khu vực bình dân, ngõ hẻm thì mới thấy hết cái ngon của nó.